# SdKfz 9
SdKfz 9 (prescurtare de la Sonderkraftfahrzeug = autovehicul special) a fost un vehicul semișenilat utilizat de Germania nazistă în timpul celui de-al Doilea Război Mondial. Cunoscut și sub numele de FAMO, rolul acestui vehicul era tractarea pieselor grele de artilerie (precum tunul de calibru 24 cm Kanone 3) sau recuperarea tancurilor avariate de pe câmpul de luptă. Aproximativ 2500 de semișenilate de acest tip au fost construite între 1938 și 1945.

## Proiectare

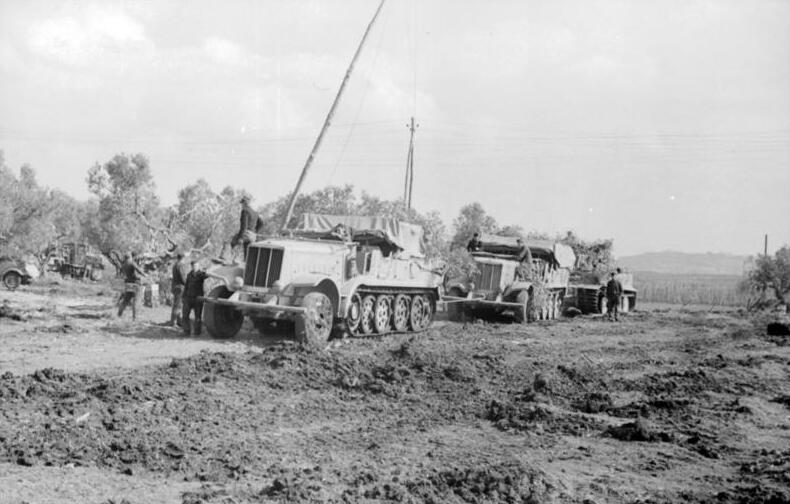
Două semișenilate SdKfz 9 tractează un tanc Tiger în URSS.

Proiectarea tuturor semișenilatelor germane din prima parte a războiului a fost realizată de inginerul Ernst Kniepkamp la Departamentul pentru Automobile Militare (Wa Prüf 6), înainte de venirea naziștilor la putere în 1933. Proiectele sale au fost predate firmelor comerciale pentru a fi dezvoltate și testate. Firma Fahrzeug- und Motorenbau GmbH (FAMO) din Breslau a primit contractul pentru semișenilatul de 18 tone destinat tractării vehiculelor grele. Primul prototip, denumit FM gr 1, a fost realizat în 1936. Acesta utiliza un motor Maybach HL 98 TUK de 200 cai-putere și avea o lungime de doar 7,7 metri. Prototipul F 2 a apărut în anul 1938, însă nu era semnificativ diferit de predecesorul său.
Ultimul prototip, F 3, a apărut în 1939 și a fost fabricat în serie. Vehiculul a fost simplificat pe parcursul războiului pentru a reduce costurile și utilizarea metalelor strategice. Unele vehicule fabricate de Tatra au utilizat motorul diesel cu 12 cilindri și răcire cu aer Tip 103. Sape de fixare au fost adăugate în partea din spate a șasiului în timpul războiului pentru a îmbunătăți capacitatea vehiculului de a tracta tancuri avariate și alte vehicule grele.

## Descriere
SdKfz 9 avea un șasiu în formă de scară. Propulsia era asigurată de un motor Maybach HL 108 pe benzină, cu 12 cilindri, răcire cu apă, 10,838 litri și 270 cai-putere. Transmisia era cu roți sincronizate ZF G 65 VL 230, având patru viteze înainte și una marșarier. Vehiculul avea două rezervoare de combustibil: unul de 90 litri și altul de 230 litri.
Atât șenilele, cât și roțile erau utilizare pentru direcție. La curbele largi erau folosite doar roțile. Dacă volanul era rotit mai mult, intra în funcțiune un sistem de frânare a șenilelor. Roțile motrice aveau role și nu dinți, în mod similar tuturor celorlalte semișenilate germane. Suspensia din spate consta în șase seturi duble de galeți intercalați montate pe brațele oscilante ale barelor de torsiune. Roțile de întindere a șenilelor erau montate în partea din spate. Roțile din față aveau arcuri cu foi și amortizoare.
Caroseria avea în partea din față o cabină pentru echipaj, prezentă la toate versiunile. Cabina avea banchete pentru șofer, asistentul său și restul echipajului. Partea din spate a caroseriei era adaptată în funcție de rolul semișenilatului. Modelul pentru tractarea artileriei avea două banchete suplimentare pentru echipajul tunului și spațiu pentru muniție. Varianta de transport avea doar două compartimente mici în partea din față. Acestea, poziționate în părțile laterale, se deschideau în exterior. Parbrizul putea fi rabatat sau scos. Partea din spate putea fi acoperită cu o prelată fixată de parbriz.
SdKfz 9 a fost proiectat pentru a tracta o greutate de maxim 28 tone. Această capacitate era suficientă pentru tancurile medii precum Panzer IV, dar pentru a tracta tancuri mai grele precum Tiger I, Panther sau Tiger II erau necesare două, trei sau chiar patru semișenilate. SdKfz 9 putea folosi platforma specială Sd.Anh 116 pentru tractarea vehiculelor avariate.

## Variante

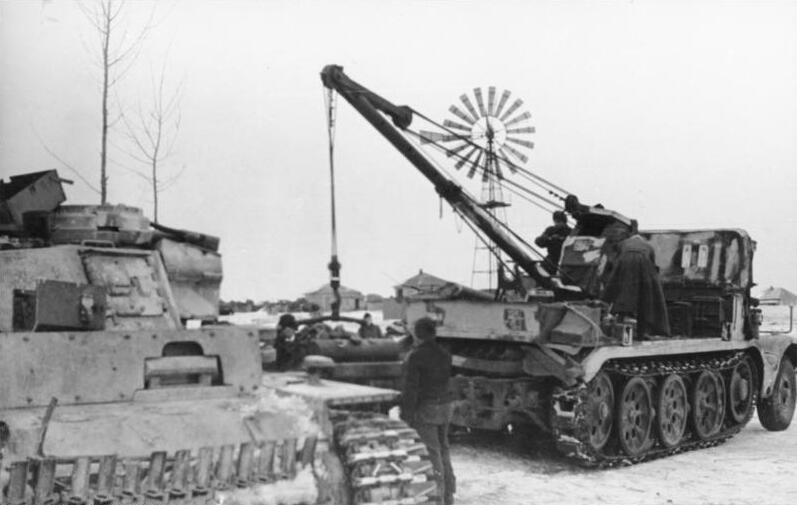
SdKfz 9/1 ridicând un motor Maybach HL 120 TRM al unui tanc Panzer III.

Modelul SdKfz 9/1 avea partea superioară diferită de modelul de bază, având o macara cu sarcina utilă de 6 tone în locul banchetelor echipajului și încărcăturii. A intrat în dotarea unităților de mentenanță a tancurilor începând cu luna septembrie a anului 1941. SdKfz 9/2 era dotat cu o macara mai mare de 10 tone, acționată de un motor auxiliar, însă aceasta necesita fixarea unor brațe de stabilizare înainte de începerea operațiunilor.
Tunurile antiaeriene 8.8 cm Flak 18 au fost montate pe cincisprezece semișenilate SdKfz 9 în 1940 pentru a fi folosite în lupte antitanc. Acestea au fost denumite 8.8 cm Flak 18 (Sfl.) auf Zugkraftwagen 18t (Sd.Kfz. 9). Cabina echipajului și compartimentul motor erau acoperite complet de un blindaj ușor (14,5 mm). Acest lucru împiedica însă folosirea tunului când piesa era poziționată drept înainte. Armamentul era fixat pe o platformă dotată cu panouri laterale rabatabile pentru echipaj. Panourile necesitau fixarea unor brațe de sprijin pentru a susține greutatea tuturor membrilor echipajului. Vehiculul avea o greutate de 25 tone, lungimea de 9,32 metri, înălțimea de 3,67 metri și lățimea de 2,65 metri. O sursă susține că aceste vehicule au fost fabricate ca prototipuri în 1943.

## Producție
Firma Vomag din Plauen a fabricat SdKfz 9 din 1940, iar Tatra a fabricat vehiculul în ultimii ani ai războiului. Pe 20 decembrie 1942, 855 de semișenilate erau în inventarul armatei germane. 643 au fost fabricate în 1943 și 834 în 1944. Aproximativ 2500 au fost fabricate în total.

## Utilizare în România
Armata română a primit tractoare cu tracțiune mixtă FAMO F3 în 1943, acestea fiind folosite de Divizia 1 Blindată și Divizia 8 Cavalerie. Semișenilatele au fost retrase din uz în 1954. Un vehicul este expus la Muzeul Militar Național.